# 142
142 (CXLII) var ett normalår som började en söndag i den julianska kalendern.

## Händelser

### Okänt datum
- Byggandet av Antonius mur påbörjas i nuvarande Skottland.
- Provinsialläkare finns nu i hela det Romerska riket.
- Markion hävdar att Gamla testamentet är oförenligt med kristendomen.
- Sedan Hyginus har avlidit väljs Pius I till påve (detta år, 140 eller 146).
- Detta är det första året i den östkinesiska Handynastins Hanan-era.

## Födda
- Liu Biao, kinesisk guvernör

## Avlidna
- Hyginus, påve sedan 136 eller 138 (död detta år eller 140)